# Koszmosz–53
A Koszmosz–53 (oroszul: Космос–53) Koszmosz műhold, a szovjet műszeres műhold-sorozat tagja, technológiai műhold.

## Jellemzői
DSZ–A1 típusú műhold, mely a földi atomrobbantások nyomán keletkezett radioaktív sugárzás mérésére szolgált. Ez volt a DSZ–A1 típus 5. indított példánya.

## Küldetés
Az OKB–1 tervezőirodában kifejlesztett és megépített DSZ–A1 (DSZ – Dnyepropetrovszkij szputnyik) típusú műhold. Üzemeltetője a szovjet Tudományos Akadémia.
1965. január 30-án a Kapusztyin Jar rakétakísérleti lőtérről a Majak–2 indítóállásából egy Koszmosz–2I (63SZ1) típusú hordozórakétával juttatták pályára. Az orbitális egység pályája 98,71 perces, 48.72 fokos hajlásszögű, elliptikus pálya-perigeuma 218 kilométer, apogeuma 1180 kilométer volt. Tömege 310 kilogramm volt. A sorozat felépítését, szerkezetét, alapvető fedélzeti rendszereit tekintve egységesített, szabványosított tudományos-kutató űreszköz. Áramforrása kémiai akkumulátor és napelemek kombinációja.
Műszaki, technikai rendszere a Koszmosz–17 megfelelője. Gázfúvókák segítségével manővereket hajtott végre, híradástechnikai kísérleteket végzett. Szolgálati ideje alatt felderítési  tevékenységét a magas légköri atomrobbanások sugárterhelésének változásaira összpontosította. A műholdakat csak típusjelzéssel látták el (sikertelen indításnál a következő indítás kapta a jelölést).
1966. augusztus 12-én földi parancsra belépett a légkörbe és megsemmisült.